# Schwarzsteißschwalbe
Die Schwarzsteißschwalbe (Pygochelidon cyanoleuca, Syn.: Notiochelidon cyanoleuca) ist eine Vogelart aus der Familie der Schwalben (Hirundinidae). Die Art kommt in den südamerikanischen Ländern Chile, Argentinien, Uruguay, Brasilien, Paraguay, Bolivien, Peru, Ecuador, Kolumbien, Venezuela, Trinidad und Tobago, Guyana, Suriname, Französisch-Guayana und den mittelamerikanischen Ländern Costa Rica und Panama vor. Hin und wieder finden Irrgäste ihren Weg nach Nicaragua und Mexiko. Der Bestand wird von der IUCN als nicht gefährdet eingestuft.

## Merkmale
Die Schwarzsteißschwalbe erreicht eine Körperlänge von etwa 12 Zentimetern bei einem Gewicht von 10,5 Gramm. Die Rückenfarbe kann zwischen indigo- und grünblau variieren, während die Unterseite mit Ausnahme der Seiten und Flanken ein reines Weiß ziert. Die Unterflügeldecken sind rauchig graublau bis schwarz. Steuerfedern und Schwungfedern sowie deren Schaft sind schwärzlich bis schwarz. Die Unterflügeldecken und Achselfedern sind dunkelgrau bis dunkel. Die Unterschwanzdecken sind  gänzlich schwarz mit einem blauen Schimmer. Männchen und Weibchen ähneln sich, wobei die Männchen etwas längeren Schwanzfedern haben.
Immature Vögel haben eine braune Oberseite und einen matt pinkbraunen Farbton an der Kehle, welcher an der Brust in ein dunkleres Braun übergeht.

## Verbreitung und Lebensraum

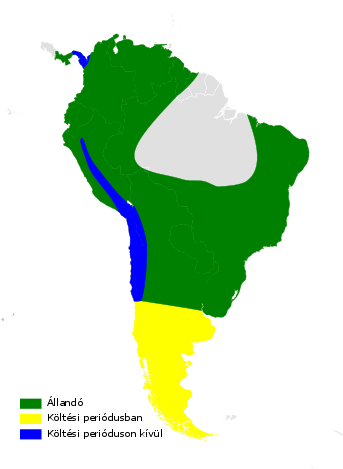
Verbreitungsgebiet der Schwarzsteißschwalbe:
Brutgebiete
Migration
Überwinterungsgebiete

Die Schwalbe kommt sowohl in humiden als auch ariden Klimazonen vor. Dabei bevorzugt sie offenes Gelände und Waldlichtungen, oft nahe bewohnten Gebieten. Hier trifft man sie von  Meeresspiegel bis 4000 Meter Höhe. An den Tepuis von Venezuela kann man sie in Kolonien nahe Straßeneinschnitten und Felsvorsprüngen sehen.

## Verhalten

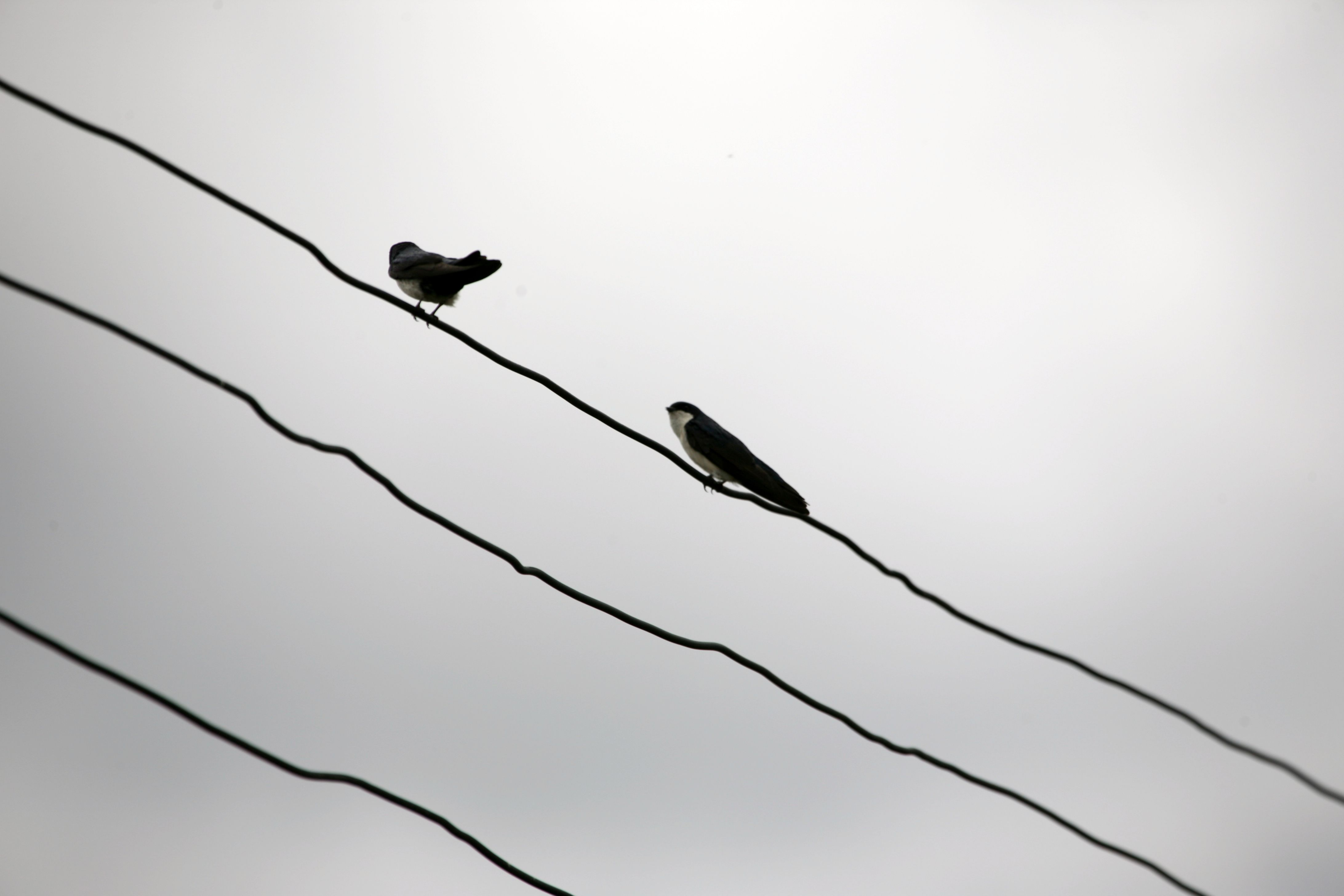
Schwarzsteißschwalben auf Stromleitung

Normalerweise bewegen sie sich geschickt in losen Schwärmen hin und her. Dabei schlagen sie häufig mit ihren angewinkelten Flügel und sind nur selten im Segelflug. In ihren Ruhezeiten sitzen sie zusammen mit Artgenossen oder anderen Schwalben auf Strom- und Telefonleitungen oder laublosen Ästen. Insbesondere in der Nähe ihrer Nester verhalten sie sich äußerst territorial. Diese bauen sie auf Klippen, in Löchern nahe Flussufern, in Bäumen und unter Dächern. Hin und wieder landen sie auch auf der Erde. Während ihrer Zugzeiten sieht man sie in Schwärmen bis zu 1000 Tieren vom Sommer- ins Winterquartier und zurück fliegen. Sie ernähren sich meist, wenn nicht sogar ausschließlich, von Insekten.

## Brut
Männchen und Weibchen bauen ihr Nest gemeinsam. Zum Bau verwenden sie Strohhalme und Grasblätter, die sie meist in der Nähe von Straßen oder Kulturlandschaft sammeln, auch wenn Materialien in umliegenden wilden Graslandschaften deutlich häufiger vorhanden wären. Es wird vermutet, dass der Grund in einem erleichterten Flugstart in den weniger dicht bewachsenen Gebieten liegt. Ihr Nest wird in einem Zeitraum von ca. einer Woche gebaut. Während der Mittagszeit scheinen sie sich vom Nest fernzuhalten. Während des Baus schlafen sowohl Männchen als auch Weibchen in der Nähe des Nests. Sie legen pro Tag ein Ei ins Nest, doch können zwischen erstem und zweitem Ei gelegentlich auch zwei Tage liegen. In das Nest legen sie zwischen 2 und 6 weiße Eier. Beide Geschlechter brüten gemeinsam die Eier aus. Die Brutzeit beträgt 15 Tage, kann aber auch bis 26 Tage dauern.

## Kladistik
Die Art wird in folgende Unterarten unterteilt:
- Pygochelidon cyanoleuca cyanoleuca Vieillot, 1817[8] Nominatform ist von Costa Rica über Guyana über Ecuador, Peru und Bolivien bis in die Provinz Tucumán im Nordwesten Argentiniens präsent. Außerdem kommt sie in Paraguay, Uruguay und dem Süden sowie Osten Brasiliens vor.[2]
- Pygochelidon cyanoleuca peruviana  Chapman, 1922[9] Die Unterart ähnelt N. c. patagonica, ist aber etwas kleiner. Die Unterflügeldecken und Achseln sind etwas heller. Die Unterschwanzdecken sind vollkommen schwarz mit einem Blauschimmer. Die Unterseite wirkt etwas grauer.[9] Die Subspezies kommt an der Küste Perus in der Region La Libertad bis nach Arequipa vor.[2]
- Pygochelidon cyanoleuca patagonica d’Orbigny & Lafresnaye, 1837[10] Steuerfedern, Schwungfedern und große Flügeldecken sind schwärzlich, wobei der Schaft bräunlich ist. Die äußeren Steuerfedern sind dünn weiß gesäumt. Die Unterflügeldecken und Achselfedern sind mausgrau. Die Unterschwanzdecken sind weiß. Die Unterart ist etwas größer als die Nominatform. Immature sind farblich den ausgewachsenen Vögeln sehr ähnlich.[11] Kommt vom Zentralchile über Zentralargentinien und südlich bis Isla Grande de Tierra del Fuego, dabei ziehen sie nach Nordchile und östlich bis in die Anden Venezuelas und nach Panama. Irrflieger finden selten sogar den Weg bis Mexiko. Man trifft sie nicht in typischer Punalandschaft.[2]

## Etymologie und Forschungsgeschichte
Louis Pierre Vieillot beschrieb die Schwalbe unter dem Namen Hirundo cyanoleuca. Auch Alcide Dessalines d’Orbigny und Frédéric de Lafresnaye verwendeten für ihre Art zunächst als Hirundo patagonica. Frank Michler Chapman nannte seine Unterart Pygochelidon cyanoleuca peruviana. 1865 führte Spencer Fullerton Baird die neue Gattung Pygochelidon ein. Zwischenzeitlich wurde sie auch der Gattung Notiochelidon Baird, SF, 1865 zugeschlagen.
Pygochelidon setzt sich aus dem altgriechischen Wort πυγή (puge) für Steiß oder Schwanz und χελιδών (khelidon)  für ‚Schwalbe‘  zusammen.
Notiochelidon  ist ein Synonym für ‚Orochelidon‘ und setzt sich aus den griechischen Worten ὄρος (oros) für ‚Berg‘  und wieder khelidon  für ‚Schwalbe‘ zusammen. Das Artepitheton cyanoleuca hat seinen Ursprung in den griechischen Wörtern κύανος (kuanos) für ‚dunkelblau‘ und λευκός (leukos) für ‚weiß‘. Das Wort peruviana in der Unterart bezieht sich auf das Land Peru und  patagonica auf Patagonien. Alfred Laubmann vermutete, dass P. c. patagonica wohl Paraguay nur als  Zugvogel besucht. Hierdurch könnte es zu Hybridisierung in den Berührungszonen mit der Nominatform kommen.